# Ребекка Мардер
Ребекка Мардер (фр. Rebecca Marder, 10 квітня 1995, Іль-де-Франс, Франція) — французька акторка театру і кіно. Закінчила Консерваторію драматичного мистецтва 13-го району Парижа.

## Біографія
Ребекка Мардер — донька французької театральної журналістки Матільди Ла Бардонні, яка працювала в Le Monde, а потім у Libération та американського музиканта Марка Мардера. Вона почала свою акторську кар'єру у віці п'яти років. Потім вона зіграла роль у фільмі Demandez la permission aux enfants у 2007 році разом з Паскалем Лежітімусом і Сандрін Боннер і в «Облава» Розлін Бош у 2010 році разом із Жаном Рено та Гадом Ельмалех.
Після навчання в Консерваторії драматичного мистецтва 13-го округу Парижа Ребекка Мардер у вересні 2014 року вступила до школи Національного театру Страсбурга. Ерік Руф помітив її і 19 червня 2015 року вибрав її для роботи у Comédie-Française, таким чином стала одним із наймолодших акторок Національного театру Comédie-Française («Pensionnaire à la Comédie-Française») а також наймолодша з трупи; вона дебютує у Франції з роллю Люсієтти в Les Rustres Карло Ґольдоні. Відтоді вона виступає там на сцені в класичних ролях. Вона зіграла Клодін у George Dandin ou le Mari confondu та La Jalousie du Barbouillé Мольєра, Аталід у Bajazet Жана Расіна та Герміону у Électre та Oreste Евріпіда. На Берлінале 2020 її можна було побачити у французько-камбоджійському документальному фільмі Irradiés, музику для якого написав її батько.

## Вибіркова фільмографія
- Це моє тіло (2001)
- Двоє (2015)
- Життя на повторі (2019)
- Великі очікування (2022)

## Нагороди
- 2011: Премія «Молода надія» на Festival de la fiction TV в Ла-Рошелі за роль у фільмі Emma[7].